# Bart Santana
Bartolomé Santana, de nombre artístico Bart Santana (Huelva, 6 de octubre de 1980), es un actor español. Comenzó su carrera filmografica en la serie española Física o Química, de Antena 3.

## Trayectoria
Bartolomé Santana, más conocido como Bart Santana, es uno de los actores más experimentados de Física o Química; desde el 2001 es dueño de una panadería. Desde 2002 hasta 2004 estuvo en la serie Majoria absoluta, donde llegó a rodar hasta 64 capítulos.
Más tarde, participó en un capítulo en Hospital Central, aunque se hizo más famoso gracias a Mujeres, una serie emitida por TVE 2 que consta de trece capítulos que narraba la vida de tres generaciones de mujeres en un barrio de Madrid, serie en la que él interpretaba el papel de Raúl.
Más tarde participaría en series como Amar en tiempos revueltos durante nueve capítulos, MIR en el papel de José Luis durante tres capítulos y participaciones esporádicas en series como Cuenta atrás (donde interpretaba a un terrorista) o R.I.S. Científica, hasta recalar finalmente en Física o química.

## Filmografía

### Televisión

#### Personajes Fijos
- Majoria absoluta como Jairo (2002-2004).
- Mujeres como Raúl (2006).
- Física o química como Roque Madrona (2008-2010).
- ¿Quieres algo más? (serie en línea) como Arturo (2011).
- Muñecas como Germán (2013-2014).
- Cuéntame cómo pasó como Gabino (2015).

#### Personajes Episódicos
- Compañeros como Willy (2001).
- Al salir de clase (2002)
- Hospital Central  (2006)
- El comisario  (2006)
- Amar en tiempos revueltos (2006-2007)
- R.I.S. Científica como Sr. Moreira (2007)
- MIR como José Luis (2007).
- Cuenta atrás como un terrorista (2007).
- Mercado Central como Luis (2019).

### Cine
- Los últimos (2012)
- Trezze (2014)
- La despedida (2014)

#### Largometrajes
- Tu vida en 65´ (2006) de María Ripoll
- Mataharis (2007) de Iciar Bollaín
- Che (2008) de Steven Soderbergh

### Cortometrajes
- Diminutos del Calvario (2002) Como Chico Hormonal.
- Feliciten al chef (2006) Como Teo.
- Burbuja (2008)

### Teatro
- El día del padre (2009)
- Mi primera vez (2010)
- Burundanga (2013-2015)
- La gitanilla (2015)
- La asamblea de las mujeres (2015) dirigida por Juan Echanove
- Perfectos desconocidos (2020)
- "Cádiz" (2023)